# Station Leforest
Station Leforest is een spoorwegstation in de Franse gemeente Leforest aan de lijn Paris-Nord - Lille.